# Девід Томпсон (мандрівник)

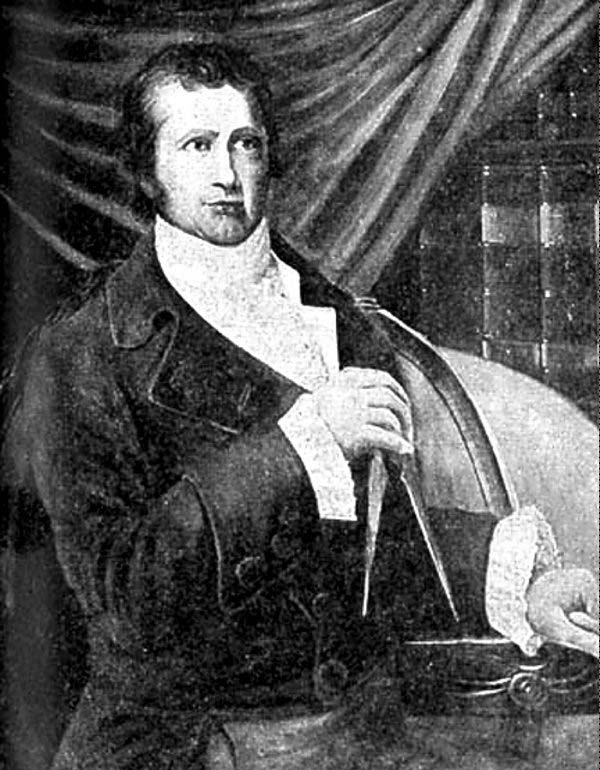
Девід Томпсон

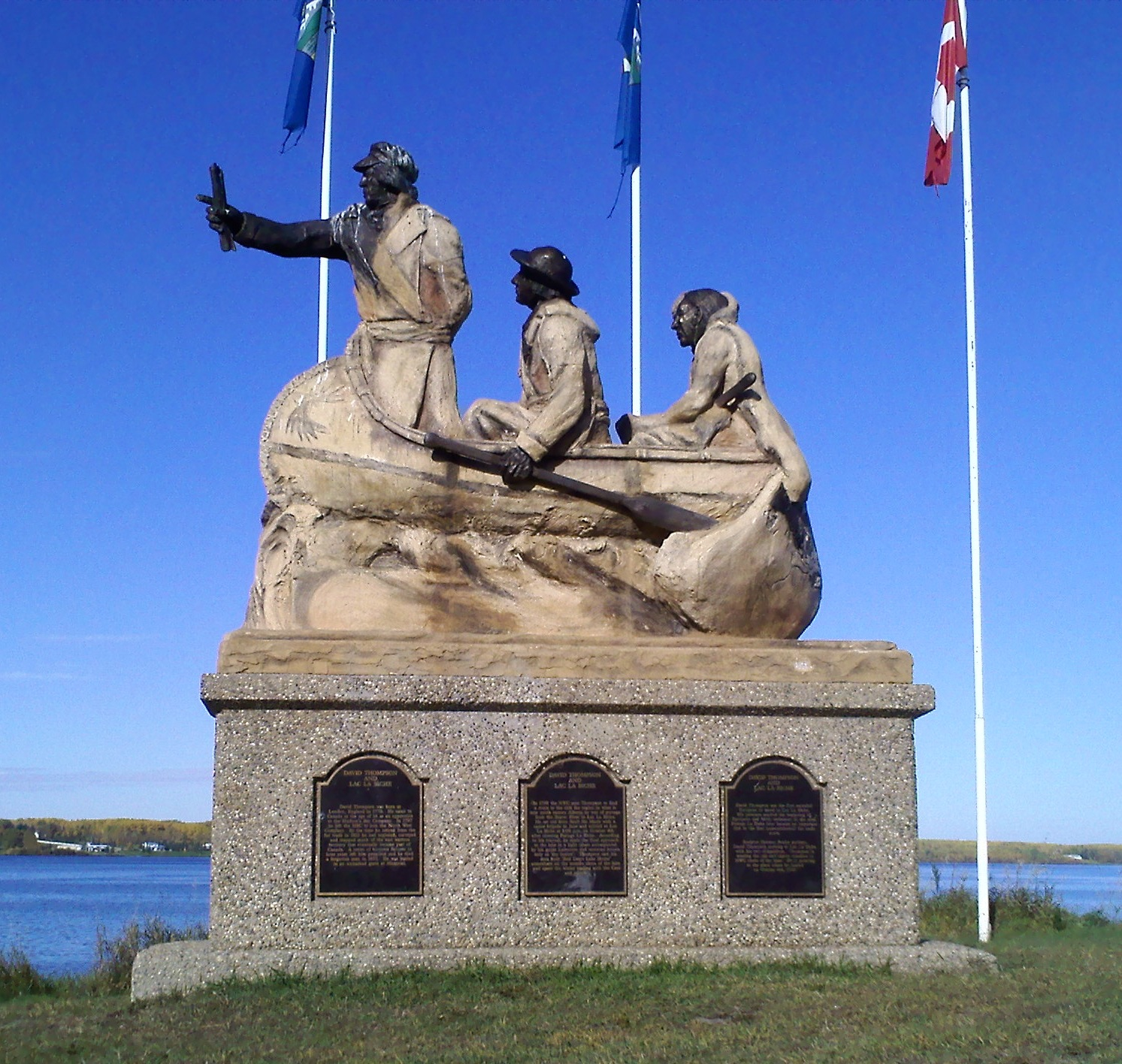
Пам'ятник Девіду Томпсону і двом його провідникам на березі озера Лак-ла-Біш

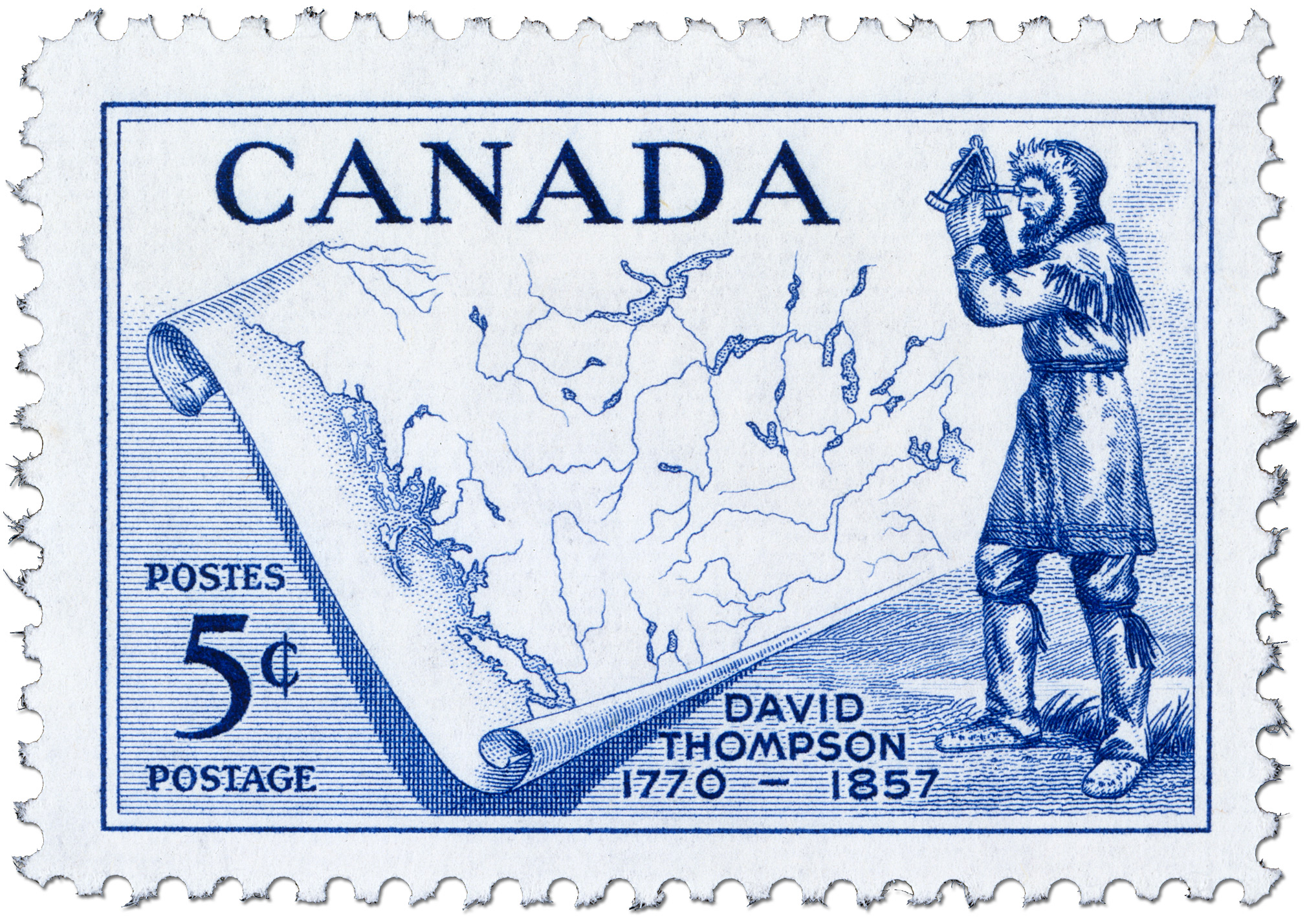
Поштова марка, випущена до сторіччя з дня смерті Девіда Томпсона

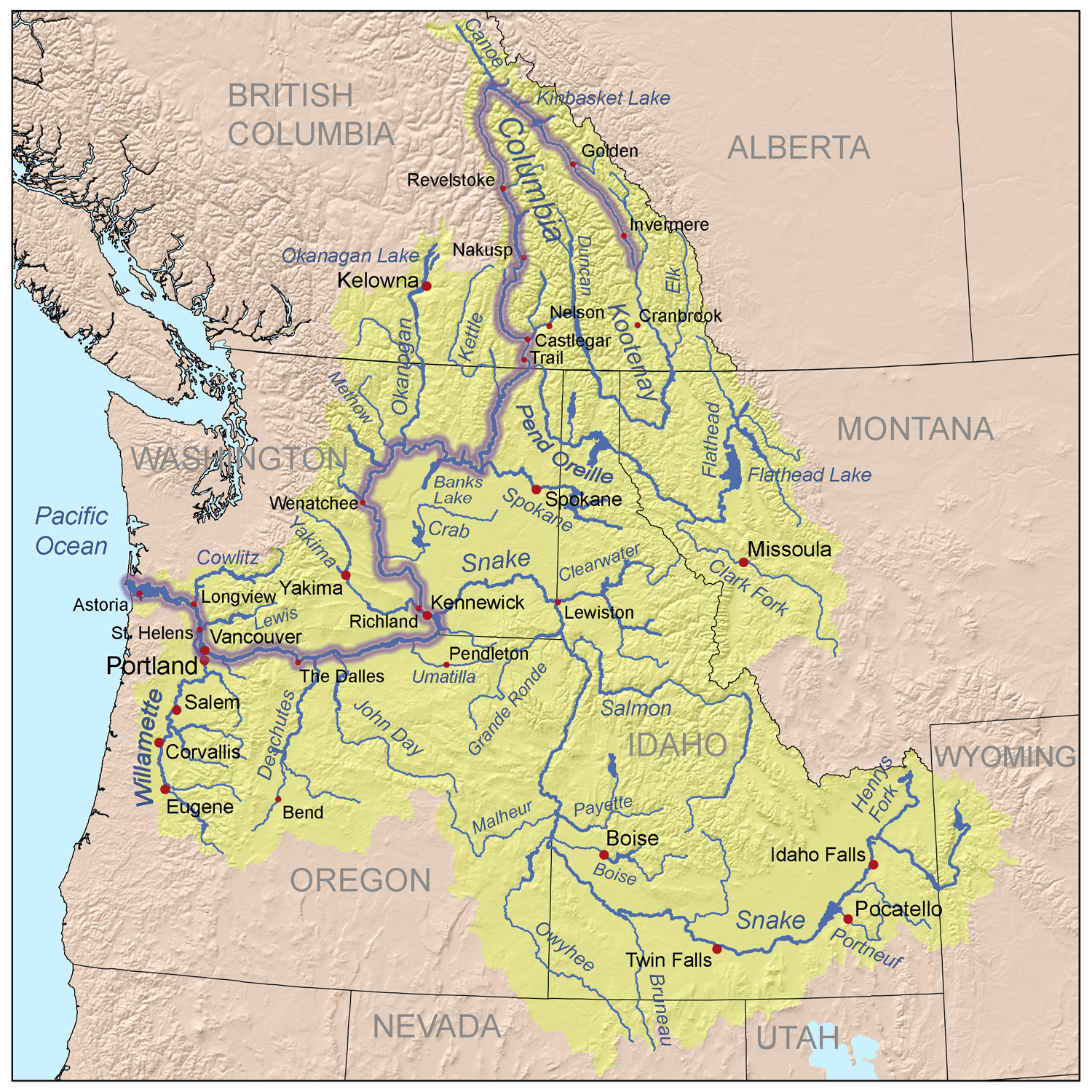
Маршрут експедиції Девіда Томпсона по річці Колумбія

Девід Томпсон (англ. David Thompson; 30 квітня 1770, Англія — 10 лютого 1857, Канада) — британсько-канадійський дослідник, картограф, першовідкривач, торговець хутром.
Все своє життя присвятив практичному вивченню географії та картографії. Склав карту басейну річки Колумбії від її витоків до самого гирла. Сухопутна територія, нанесена на карту Томпсоном, дорівнює 3900000 квадратних кілометрів (одна п'ята континенту). Томпсона називають найвеличнішим із сухопутних географів, що коли-небудь жили на Землі.
Його сучасник, відомий дослідник Александр Макензі зауважив, що Томпсон зробив більше за десять місяців, ніж було можливим зробити за два роки. Саймон Фрейзер (дослідник річки Фрейзер) назвав на честь свого друга річку і льодовик.

## Біографія

### Дитинство
Девід Томпсон народився у Вестмінстері (Лондон, Англія) в родині недавніх переселенців з Уельсу Девіда і Енн Томпсон. При народженні отримав ім'я Дефідд ап Томас (Dafydd ap Thomas). Коли Томпсону було всього два роки, його батько помер.  Злидні привели до того, що його і його брата віддали в Грей Коут Хоспитал, школу для бідняків Вестмінстера. У кінцевому підсумку він закінчив освіту в математичній школі Грей Коут, де отримав базові навігаційні навички, які стали в пригоді йому в його майбутній кар'єрі. У віці чотирнадцяти років Томпсон поступив в Компанію Гудзонової Затоки учнем на семирічний термін. Він вирушив у плавання 28 травня 1784 і до Англії ніколи більше не повертався.

### Компанія Гудзонової затоки
Девід Томпсон прибув до Черчилла (зараз північна Манітоба) і почав працювати переписувачем особистих паперів Самюеля Герна, коменданта Форту Черчилл. У наступному році він перебрався в Йорк-Фекторі, і кілька років працював клерком в Камберленд-Хаус і Саус-Бренч-Хаус. У 1787 році Томпсон прибув до Манчестер-Хаус. 23 грудня 1788 він зламав ногу і перелом виявився настільки серйозним, що одужання затяглося на два роки. Протягом цього часу він поглиблено займався математикою, астрономією і топографією під керівництвом топографа Компанії Гудзонової затоки Філіпа Тернера (Philip Turnor). На жаль в той же період його праве око перестало бачити. У 1790 році учнівство Давида Томпсона наблизилося кінця і Девід попросив замість комплекту одягу, яку компанія зазвичай дарувала своїм випускникам, подарувати йому набір інструментів. В результаті Томпсон отримав і те й інше. Він поступив на службу в Компанію Гудзонової затоки як хутряний торговець і в 1792 завершив свою першу топографічну роботу, задавши на карті маршрут до озера Атабаска (на сучасному кордоні Альберти та Саскачевану). Визнаючи заслуги Томпсона в області картографії компанія зробила його топографом в 1794 році, на цій посаді він пропрацював до 23 травня 1797.
Незадоволений політикою Компанії Гудзонової затоки, він пішки пройшов 80 миль по снігу, щоб вступити в конкуруючу Північно-Західну Компанію, де він продовжив працювати хутроторговцем і топографом.

### Північно-Західна Компанія
Рішення Томпсона перейти в Північно-Західну Компанію в 1797 році без звичайного однорічного попередження не було позитивно сприйнято його колишніми роботодавцями. Проте перехід в Північно-Західну Компанію дозволив Томпсону зайнятися цікавою для нього роботою з картографії територій, які з часом стали Канадою. У 1797 році Томпсона послали на південь для нанесення на карту частини кордону між США і Канадою уздовж водних маршрутів від Верхнього до Лісового озера, щоб домогтися рішення невирішених питань Договору Джея в територіальній суперечці між США і Великою Британією. До 1798 Томпсон завершив картографування 6750 км транспортного коридору через озеро Вінніпег до витоків річок Міссісіпі та Ассінібойн, а також по обидві сторони Верхнього озера. У 1798 році компанія послала його на озеро Оленяче (у нинішній Альберті), щоб заснувати там факторію. Томпсон витратив наступні кілька років, займаючись торгівлею в заснованому ним Форт-Джорджі (зараз у Альберті), і протягом цього часу привів кілька експедицій углиб Скелястих гір.
У 1804 році на щорічних зборах Північно-Західної Компанії Томпсон став повноправним партнером компанії і наступні кілька років керував торгівлею хутром, але все ж знайшов час розширити свої карти водних шляхів біля Верхнього озера. У 1806 році компанія на своєму засіданні ухвалила рішення послати Томпсон назад углиб континенту із завданням пошуку шляху до Тихого океану, попутно відкриваючи нові території Тихоокеанського Північного Заходу для хутряної торгівлі.

### Дослідження річки Колумбія
1806 року Томпсон вирушив до Rocky Mountain House і розпочав підготовку експедиції по річці Колумбія до Тихого океану. У червні 1807 року Томпсон перетнув Скелясті Гори і протягом літнього сезону займався дослідженням та картографування басейну річки Колумбія і продовжував цю роботу протягом наступних декількох сезонів. Томпсон наніс на карту територію на північному заході нинішнього штату Монтана, а також території сучасних штатів Айдахо і Вашингтон і заснував там торгові факторії. У Канаді він наніс на карту територію к заходу від Скелястих гір і заснував там факторії, включаючи Kootenae House і Saleesh House, розширюючи торгові території Північно-Західної Компанії. Карти, на яких він намалював басейн річки Колумбія східніше Каскадних гір, такої високої якості і настільки детальні, що їх продовжували оцінювати як хороші навіть у середині XX століття. Томпсоновським замальовки верхній частині річки Міссурі були об'єднані в карту для експедиції Льюїса і Кларка, що в значній мірі забезпечило її успіх.
На початку 1810 Томпсон повертався на схід у напрямку до Монреалю, але біля Дощового озера отримав наказ повернутися в Скелясті Гори і вирушити до гирла річки Колумбія. Це було відповіддю Північної Західної Компанії на плани Джона Джекоба Астора послати судно навколо Америки, щоб заснувати в гирлі річки факторію. Під час повернення Томпсон був затриманий групою розгніваних індіанців пікані, що змусило його шукати новий маршрут через Скелясті Гори, що він успішно виконав, знайшовши перевал Атабаска у верхів'ях річки Вирпул (притока річки Атабаска).
Девід Томпсон був першим європейцем, який пройшов річку Колумбія від початку і до кінця. Під час своєї подорожі Томпсон розташувався табором біля гирла річки Снейк і 9 липня 1811 спорудив знак з повідомленням про претензії на цю територію з боку Великої Британії і заявляє про намір Північно-Західної Компанії побудувати факторію на цьому місці. Продовжуючи рухатися вниз по Колумбії, Томпсон досяг гирла Колумбії 14 липня 1811, через два місяці після прибуття судна «Тонкуін» (Tonquin) Тихоокеанської хутряної компанії (що є дочірньою компанією Американської хутряної компанії Джона Астора). До моменту прибуття Томпсона був вже частково побудований Форт-Астор. У 1812 році Томпсон, зазимувавши в Saleesh House, благополучно повернувся в Монреаль.

## Сім'я
10 червня 1799 Девід Томпсон одружився в Іль-а-Ла-Кросс на Шарлотті Смолл, дочки шотландського мехоторговца і індіанки крі. Їхній шлюб був офіційно зареєстрований в Шотландської пресвітеріанської церкви в Монреалі 30 жовтня 1812 року. Подружжя мало 13 дітей, п'ятеро з яких народилося після того як Томпсон залишив мехоторгівлю. Життя у Східній Канаді у родини була не з легких, та двоє їхніх дітей померли (Джон у віці 5 років і Емма у віці 7 років). Шлюб Шарлотти і Девіда тривав 58 років — найтриваліший шлюб в історії Канади до утворення Конфедерації.

### Друга половина життя
Повернувшись в Монреаль, Томпсон вийшов у відставку з щедрою пенсією від Північно-Західної Компанії. Він оселився в сусідньому Тербоні і став працювати над завершенням своєї великої карти, яка була результатом його тривалого життя дослідника і картографа внутрішніх територій Північної Америки. Карта охоплювала більшу частину суші, що розкинулася від Верхнього озера до Тихого океану і була надана Томпсоном Північно-Західної Компанії. Карта Томпсона 1814 року, його найбільше досягнення, була настільки точною, що і 100 років опісля вона була основою для багатьох з карт, випущених Канадським урядом. В даний час карта зберігається в Архіві Онтаріо.
У 1815 році Томпсон переїхав з родиною в Вільямстаун у Верхній Канаді і кілька років по тому притягувався для картографування недавно встановленої кордону з США згідно Гентського договору про закінчення Англо-американської війни 1812—1815 року. У 1843 році Томпсон завершив свій атлас території від Гудзонової затоки до Тихого океану. Наприкінці життя Томпсона переслідували фінансові невдачі. До 1831 він перебував у такому глибокому боргу, що був змушений почати працювати землеміром для Британсько-Американської Земельної Компанії, щоб прогодувати сім'ю. Він почав роботу над рукописом про своє життя дослідника континенту, але закінчити свою роботу не встиг, оскільки повністю осліп у 1851 році. Томпсон помер в Монреалі 10 лютого 1857, практично забутий і невизнаний.
Визнання до нього прийшло лише наприкінці XIX століття багато в чому завдяки зусиллям геолога і дослідника Джозефа Тіррелла, який обробив 77 польових щоденників Томпсона і видав їх в 1916 році. У 1957 році, у рік сторіччя його смерті, Канадський уряд вшанував пам'ять Томпсона випуском поштової марки з його зображенням.